# Cirrineris incertus
Cirrineris incertus är en ringmaskart som beskrevs av Fauvel 1936. Cirrineris incertus ingår i släktet Cirrineris och familjen Cirratulidae. Inga underarter finns listade i Catalogue of Life.